# 이병원
이병원(李秉源, 1752년 4월 6일 ~ 1822년 11월 11일)은 조선 후기의 왕족 종실, 문신이다. 본관은 전주(全州)이고 자(字)는 경심(景深)이다. 흥선대원군 이하응의 생조부, 고종의 본생 친증조부가 된다.
그의 둘째 아들 이채중이 자녀 없이 사망한 은신군의 양자가 된 뒤 음직으로 통정대부를 지냈다. 사후 바로 증 의정부좌찬성에 추증되었고 고종 즉위 후 대원군의 본생조부라 하여 증 의정부영의정에 추증되었다.

## 생애

### 이력
자는 경심이며 한성 출신이다. 용모, 성격에 대한 내용은 기록이 없어 알 수 없다. 시문장에도 능달하였던 그는 일찍이 성균관에 들어가 관학유생(館學儒生)으로 수학했다. 성균관 입학 일시는 알수 없으나, 1776년, 1777년, 1782년의 성균관 관학유생의 명단에 들어 있다. 
1783년 생원시(生員試)에 합격하였으며 1785년 임시직인 사재색장(西齋色掌)을 역임했다. 1795년 진사시(進士試)에 합격하였지만 왕족 종실(王族 宗室)임에도 불구하고 종실 관직에는 출사하지 못하였다. 그해에 진사시에 합격했지만, 알 수 없는 이유로 과거 시험에 정거(停擧) 조치를 당했다. 이후 감역관, 1804년 별공작 감역관(別工作監役官), 부사과 등을 역임했다. 1805년 영희전령(永禧殿令), 평시서령 경연윤대관(輪對官), 1806년 삼가현감으로 부임했다가 4년 뒤 질병으로 이조의 건의로 면직됐다.
그의 슬하 3남 가운데 차남 남연군 이구(南延君 李球)는 1815년(순조 15) 은신군 이진(사도장헌세자 이선의 서자이며 낙천군 이온의 양자로 출계)의 양자를 정할 때, 예조, 판돈녕부사 이언식(李彦植) 등의 건의로 은신군의 양자(養子)로 지명되어, 출계하였다. 차남 이채중(남연군의 아명)은 은신군 진의 양자로 출계하였지만, 본 생가 근처에서 생활하여 한때 탄핵을 당하기도 했다. 1821년에는 남연군이 자신의 생부 이병원이 나이 70이 넘었음을 들어 노인직을 청하였으나 거절당했다. 이듬해 음직으로 통정대부에 올랐다.
1822년 음력 1월 9일 부호군, 음력 3월 2일 오위장에 올랐다. 1822년(순조 22) 음력 3월 25일 70세가 넘었으며 남연군의 생부라는 이유로 통정대부를 제수받았다. 같은 날 음력 3월 25일 첨지중추부사에 제수되었다. 음력 윤 3월 8일 오위장에 제수되었다. 음력 윤 3월 22일 병으로 직무를 볼 수 없다며 정장을 올려 면직되었다.

### 사후
1822년(순조 22) 11월 11일에 사망했다. 사후 증직으로 숭록대부 의정부좌찬성 겸 판의금부사 세자이사에 추증되었다가 다시 고종 즉위 후인 1864년(고종 1) 1월 10일 대원군의 생조부라 하여 특별히 증 의정부영의정이 추증되었다. 고종은 그의 생물학적 친 증손자가 된다.
시신은 경기도 양주군 진관면 동진관(東眞官, 후일의 경기도 남양주시 진건읍 진관리 동쪽) 뒷산 인좌(寅坐)에 매장되었다가 뒤에 경기도 포천군 신북면 신평리 산46-1번지 인평대군 묘소 동쪽 제1강 해좌로 이장되었다. 비석은 오석으로 1978년 4월 5일 세워졌으며, 묘비문은 증 숭록대부 의정부 좌찬성 겸 판의금부사 오위도총부 도총관 세자이사 행 통정대부 완산이공 휘 병원지묘 배 정경부인 연일정씨 부좌 정경부인 광주김씨 부우 정경부인 상주주씨 부우라고 적혀 있다.
남연군은 왕실로 출계했지만, 출계하지 않은 그의 직계 또한 손자대 이후 점차 자녀가 없어서 형제 혹은 먼 일가의 아들을 양자로 들이는 일이 종종 발생하였다. 1918년 4월 9일 그의 제사를 받드는 사손이라는 이유로 양궁에서 이좌용(李佐鎔)의 빚을 왕실이 대신 탕감해주기도 했다.

## 같이 보기
- 남연군
- 흥선대원군
- 운현궁